# Katacamilla ctenidia
Katacamilla ctenidia är en tvåvingeart som beskrevs av Barraclough 1998. Katacamilla ctenidia ingår i släktet Katacamilla och familjen gnagarflugor. Inga underarter finns listade i Catalogue of Life.